# Solvant aprotique
Un solvant aprotique (a privatif + protique, de proton, soit H+) est un solvant qui, comme son nom l'indique, n'a pas d'atome d'hydrogène acide c'est-à-dire qu'il ne peut pas en perdre ou très difficilement, contrairement aux solvants protiques.
Exemples de solvants aprotiques :
- le DMSO (diméthylsulfoxyde : (CH3)2S=O) est un solvant polaire aprotique car la formation de sa base conjuguée −CH2S(O)CH3 nécessite de casser une liaison C-H ;
- l'acétone (C3H6O) est également un solvant polaire aprotique ;
- le n-hexane (CH3(CH2)4CH3) est un solvant apolaire aprotique car identiquement, il faudrait casser une liaison C-H pour libérer un proton.

Exemples de solvants protiques (et polaires) :
- le méthanol (CH3OH) est un solvant polaire protique, car rompre la liaison O-H pour former l'alcoolate, qui est la base conjuguée du méthanol, est beaucoup plus facile que pour lʼhexane ;
- le phénol (C6H5OH), avec le groupe hydroxyle directement lié au noyau aromatique, est plus acide que le méthanol ;
- lʼacide formique (CH3COOH, acide carboxylique) est encore plus acide ;
- et, last but not least, il ne faut pas oublier le solvant protique le plus courant : lʼeau (H2O, acidité entre le méthanol et le phénol).